# Väinö Tiiri
Väinö Edward Tiiri (Finnország, Loimaa, 1886. január 31. – Finnország, Helsinki, 1966. július 30.) olimpiai ezüst- és bronzérmes finn tornász.
Az 1908. évi nyári olimpiai játékokon indult, és mint tornász versenyzett. Csapat összetettben bronzérmes lett. Az 1912. évi nyári olimpiai játékokon ismét indult, mint tornász. Csapat összetettben, mely szabadon választott szerekkel volt ezüstérmes lett.
Klubcsapata a Ylioppilasvoimistelijat volt.